# Tamasi Wachtangowitsch Jenik
Tamasi Wachtangowitsch Jenik (russisch Тамази Вахтангович Еник; * 15. Januar 1967 in der UdSSR) ist ein ehemaliger russischer Fußballspieler.

## Leben und Karriere
Tamasi Jenik wurde 1967 geboren und begann das professionelle Fußballspielen noch zur Zeit der Sowjetunion 1985 bei Dinamo Suchum. Anschließend wechselte er 1987 in die usbekische Sowjetrepublik und stand bei Sarafschan Nawoi unter Vertrag. Dort absolvierte er bis 1989 insgesamt 86 Ligaspiele, in denen er 12 Tore schoss. Anschließend wechselte er wieder zu seinem alten Verein Dinamo Suchum nach Abchasien, der inzwischen in die Perwaja Liga, die zweithöchste sowjetische Liga, aufgestiegen war. Dort verblieb er bis zur Auflösung der Sowjetunion. Abchasien versank daraufhin in einem Bürgerkrieg, Jenik wechselte daraufhin wie seine Vereinskollegen Ruslan Adschindschal, Ansor Koblew und Gennadi Timofejew zu Druschba Maikop in die neugegründete zweite russische Liga. Dort verblieb Jenik bis 1998, wobei er allerdings zwischenzeitlich 1997 an Lada-Grad Toljatti ausgeliehen wurde.
Nachdem er Druschba Maikop verlassen hatte, folgten Stationen bei Lokomotive Nischni Nowgorod, Torpedo Nischni Nowgorod. Anschließend pausierte Jenik seine Fußballkarriere, bevor er 2002 noch einmal zu Druschba Maikop zurückkehrte. 2003 stand er noch einmal bei Spartak Anapa unter Vertrag, wo er schließlich seine Karriere ausklingen ließ.
Von 2005 bis 2006 war er als Trainer von Spartak Anapa tätig.
| Personendaten    | Personendaten                 |
| ---------------- | ----------------------------- |
| NAME             | Jenik, Tamasi Wachtangowitsch |
| ALTERNATIVNAMEN  | Еник, Тамази Вахтангович      |
| KURZBESCHREIBUNG | russischer Fußballspieler     |
| GEBURTSDATUM     | 15. Januar 1967               |
| GEBURTSORT       | UdSSR                         |